# ليما (لاعب كرة قدم مواليد 1962)
ليما (بالبرتغالية: Adesvaldo José de Lima‏) هو لاعب كرة قدم برازيلي في مركز الهجوم، ولد في 17 سبتمبر 1962 في Camapuã ‏ في البرازيل. لعب مع سيرو بورتينيو وغريميو بورتو أليغرينزي ونادي أمريكا ونادي إنترناسيونال ونادي برازيل دي بيلوتاس ونادي بنفيكا ونادي سانتوس ونادي فيتوريا ونادي كورينثيانز.

## وصلات خارجية
- ليما (لاعب كرة قدم مواليد 1962) على موقع قاعدة بيانات كرة القدم.إي يو (الإنجليزية)
- ليما (لاعب كرة قدم مواليد 1962) على موقع عالم كرة القدم.نت (الإنجليزية)